# Li Xiannian
Lǐ Xiānniàn (chino tradicional: 李先念, pinyin: Lǐ Xiānniàn, Wade-Giles: Li Hsien-nien) (*23 de junio de 1909 – 21 de junio de 1992) fue un político chino, III Presidente de la República Popular China entre 1983 y 1988.
Li se unió al Partido Comunista Chino en 1927, y fue capitán del ejército y comisario político del Ejército Rojo durante la Larga Marcha. Considerado uno de los Ocho Inmortales del Partido Comunista de China.
Li trabajó como aprendiz de carpintero en su adolescencia para mantener a su familia. Se unió al Partido Comunista en diciembre de 1927 y se convirtió en soldado del Ejército Rojo chino . Después de estudiar en la Universidad Político-Militar y en la Escuela Central del Partido , se convirtió en un comandante militar influyente y exitoso durante la segunda guerra sino-japonesa y la guerra civil china , distinguiéndose en la Campaña Huai-Hai .  Después de que se estableció la República Popular China, se desempeñó como Gobernador y Secretario del Partido de su provincia natal de Hubei de 1949 a 1954, y luego se unió al liderazgo central en Pekín, sirviendo como Ministro de Finanzas (1954-1970) y Vice primer ministro (1954 ). -mil novecientos ochenta y dos). Apoyó al sucesor designado de Mao Zedong , Hua Guofeng , y fue nombrado vicepresidente del Partido (1977-1982).
Uno de los Ocho Ancianos del Partido Comunista, era considerado el más izquierdista entre ellos, tanto política como económicamente. Li desempeñó un papel clave en el bloqueo de las privatizaciones y el mantenimiento del control estatal en muchos sectores de la economía, promovió los valores políticos y culturales comunistas clásicos a través de su patrocinio de teóricos como Hu Qiaomu y Deng Liqun , y jugó un papel decisivo en la purga de los liberales Hu Yaobang y Zhao Ziyang. . Abogó con entusiasmo por la represión militar de las protestas de la Plaza de Tiananmen .
| Precedido por: Liu Shaoqi (cargo vacante desde 1969) | Presidente de la República Popular China 1983-1988 | Sucedido por: Yang Shangkun |